# پوریا جواهری
پوریا جواهری اهل کامیاران به اتهام قتل یکی از نیروهای سپاه پاسداران به اعدام محکوم شده ‌و در آستانه اجرای حکم قرار دارد این درحالیست که پرونده هنوز به دادگاه ارسال نشده است که حکمی صادر شود دادگستری استان کردستان در خصوص مطلب منتشر شده در فضای مجازی در خصوص «پوریا جواهری» اظهار کرد: این شخص در جریان اعتراضات مورخ ۲۴ آبان ماه سال جاری در شهرستان کامیاران با اسلحه ساچمه‌ای به سمت مامورین انتظامی، شلیک کرده است.

## جستار های وابسته
- اعدام در ایران
- گاه‌شمار خیزش ۱۴۰۱ ایران
- احکام اعدام در خیزش ۱۴۰۱ ایران
- بازداشت‌شدگان خیزش ۱۴۰۱ ایران
- نقض حقوق بشر توسط جمهوری اسلامی ایران